# Paratriarius
Paratriarius là một chi bọ cánh cứng trong họ Chrysomelidae.
Chi này được miêu tả khoa học năm 1906 bởi Schaeffer.

## Các loài
Các loài trong chi này gồm:
- Paratriarius adonis (Baly, 1859)
- Paratriarius alternans (Weise, 1916)
- Paratriarius ambitiosa (Erichson, 1847)
- Paratriarius aratriarius Smith & Lawrence, 1967
- Paratriarius argo (Bowditch, 1911)
- Paratriarius azureipennis (Gahan, 1891)
- Paratriarius batesi (Baly, 1859)
- Paratriarius boucardi (Bowditch, 1912)
- Paratriarius castanea (Bowditch, 1911)
- Paratriarius centrastigma (Bowditch, 1911)
- Paratriarius coccinea (Baly, 1865)
- Paratriarius cognata (Baly, 1889)
- Paratriarius coryphaea (Baly, 1886)
- Paratriarius cruciata (Jacoby, 1887)
- Paratriarius curtisii (Baly, 1886)
- Paratriarius denotata (Gahan, 1891)
- Paratriarius dicentra (Bechyne, 1956)
- Paratriarius difformis (Jacoby, 1887)
- Paratriarius dorsata (Say, 1824)
- Paratriarius elongata (Duvivier, 1887)
- Paratriarius erichsoni (Baly, 1859)
- Paratriarius estebanensis (Jacoby, 1888)
- Paratriarius eximia (Baly, 1879)
- Paratriarius festiva (Jacoby, 1886)
- Paratriarius flavifrons (Jacoby, 1886)
- Paratriarius flavocincta (Baly, 1886)
- Paratriarius flavolimbata (Erichson, 1847)
- Paratriarius flavomarginata (Baly, 1886)
- Paratriarius gloriosa (Harold, 1877)
- Paratriarius lecontei Smith & Lawrence, 1967
- Paratriarius limbatipennis (Baly, 1889)
- Paratriarius longitarsis (Jacoby, 1887)
- Paratriarius malena (Bechyne, 1958)
- Paratriarius megamorpha (Bechyne, 1958)
- Paratriarius nicaraguensis (Jacoby, 1887)
- Paratriarius nigriceps (Baly, 1886)
- Paratriarius nigrotibialis (Bowditch, 1911)
- Paratriarius ornata (Baly, 1859)
- Paratriarius pallens (Bowditch, 1911)
- Paratriarius puncticollis (Baly, 1865)
- Paratriarius rugata (Baly, 1879)
- Paratriarius smaragdina (Jacoby, 1887)
- Paratriarius stali (Baly, 1889)
- Paratriarius staudingeri (Baly, 1889)
- Paratriarius subimpressa (Jacoby, 1886)
- Paratriarius triplagiata (Baly, 1859)
- Paratriarius tropica (Weise, 1916)
- Paratriarius unifasciata (Baly, 1889)
- Paratriarius verrucosa (Jacoby, 1880)
- Paratriarius vespertina (Baly, 1859)
- Paratriarius zana (Bechyne, 1958)
- Paratriarius zonula (Baly, 1889)